# Meister der byzantinischen Madonna
Der Meister der byzantinischen Madonna war ein vielleicht in Leipzig ansässiger Maler der Zeit um 1510/20. 
Sein Werk wurde auf stilkritischem Wege zusammengestellt. Ein konkreter historischer Name konnte bis heute nicht zugewiesen werden. Kunden seiner Werkstatt waren Professoren der Universität Leipzig und der Hof des Bischofs von Merseburg, insbesondere Adolfs von Anhalt.